# Zamachy w Taszkencie (1999)
Zamachy w Taszkencie – zamachy bombowe wykonane przy pomocy sześciu samochodów pułapek w dniu 16 lutego 1999 roku w Taszkencie w Uzbekistanie. Samochody eksplodowały w przeciągu półtorej godziny pod różnymi budynkami rządowymi. W wyniku zamachów zginęło 16 osób, a ponad 100 zostało rannych. Prawdopodobnie celem zamachów był prezydent Uzbekistanu Islom Karimov.
Uzbecki rząd wskazał Islamski Ruch Uzbekistanu jako sprawców zamachów, jednak analitycy podają to w wątpliwość. Inne teorie wskazują na powiązanie z zamachami Federacji Rosyjskiej lub rządu Tadżykistanu, ale nie znalazły one żadnego potwierdzenia.

## Przebieg
Według oficjalnej wersji czterech lub pięciu mężczyzn porzuciło samochód pełen materiałów wybuchowych pod głównym wejściem do budynku Rady Ministrów na kilka minut przed przemówieniem prezydenta Isloma Karimova, po czym nastąpił wybuch. Kilka minut wcześniej około sto metrów dalej miała miejsce inna eksplozja samochodu i strzelanina, co odwróciło uwagę strażników. Napastnicy zdołali uciec z miejsca zdarzenia.

## Śledztwo
Według FSB podczas zamachów w Taszkencie użyto azotanu amonu i proszku aluminiowego jako materiału wybuchowego, a terroryści mieli być szkoleni w Czeczenii w ośrodkach prowadzonych przez Szamila Basajewa i Ibn al-Chattaba.

## Konsekwencje
Dwie godziny po zamachach prezydent Karimov oskarżył Islamski Ruch Uzbekistanu o ich przygotowanie. Szacowana liczba zatrzymanych waha się od kilkuset do pięciu tysięcy osób.
W 1999 roku zostało otwarte więzienie Jaslyk w celu przetrzymywania tysięcy podejrzanych o powiązania z zamachami.
W styczniu 2000 dzień przed rozpoczęciem ramadanu rząd ogłosił egzekucję kilku z rzekomych sprawców zamachów.